# Jonah Hex
Jonah Woodson Hex es un antihéroe ficticio que aparece en los cómics estadounidenses publicados por DC Comics. El personaje fue creado por el escritor John Albano y el artista Tony DeZuniga. Hex es un cazarrecompensas hosco y cínico cuyo rostro está horriblemente marcado en el lado derecho. A pesar de su mala reputación y personalidad, Hex está obligado por un código de honor personal para proteger y vengar a los inocentes.
Fue oficial de la Confederación durante la guerra civil estadounidense, luchó en Gettysburg y normalmente se le muestra ataviado con una harapienta chaqueta del Ejército de los Estados Confederados. Hex es similar en muchos aspectos al Clint Eastwood del hombre sin nombre o The Outlaw Josey Wales.
El personaje fue interpretado por Josh Brolin en la adaptación cinematográfica de 2010 del mismo nombre. Thomas Jane proporcionó su voz en un cortometraje animado de DC. Johnathon Schaech lo interpreta en Legends of Tomorrow de DC y apareció en el crossover de Arrowverso "Crisis on Infinite Earths".

## Historial de publicaciones

### Debut
El personaje apareció por primera vez en un anuncio interno de página completa para All-Star Western n.º 10 que se publicó en varios cómics de DC con fecha de noviembre / diciembre de 1971, incluidos algunos de los cómics de guerra de DC, así como una mitad versión de página del mismo anuncio de casa en Batman n.º 237. Este anuncio de casa contiene las primeras imágenes publicadas de Jonah Hex, así como dos paneles de historietas llenos de diálogo que no se usaron en su primera aparición en la historia completa.
Su primera aparición en una historia completa se publicó unas semanas más tarde en el volumen dos del All-Star Western n.º 10 (febrero-marzo de 1972), que pasó a llamarse Weird Western Tales con su duodécimo número. Jonah Hex encabezó el nuevo título hasta el número 38, momento en el que Scalphunter se hizo cargo de la atención mientras Jonah Hex se trasladó a su propia serie homónima en 1977. La serie duró 92 números con Michael Fleisher como escritor principal y Tony. DeZuniga aportando gran parte del arte.
En una entrevista de 2010 con la periodista filipina Anna Valmero, DeZuniga describió el momento en que concibió por primera vez la imagen que se convertiría en Jonah Hex: "Cuando fui a mi médico, vi esta hermosa gráfica de la anatomía humana. Y vi la anatomía de la su figura estaba partida por la mitad, recta de la cabeza a los pies. La mitad de su esqueleto estaba allí, la mitad de sus nervios y músculos. De ahí es de donde tuve la idea de que no sería tan malo si su distorsión fuera a la mitad".

### Hex
Jonah Hex fue cancelado durante Crisis on Infinite Earths en la que Jonah también apareció junto con Scalphunter y otros héroes occidentales en el número 3, pero en el mismo año Jonah se mudó a una nueva serie de dieciocho números titulada Hex, también escrita por Michael Fleisher. En un extraño giro de los acontecimientos, Hex descubrió que había sido transportado al siglo XXI y se convirtió en una especie de guerrero postapocalíptico, que recuerda a Mad Max. La serie tuvo un éxito mediocre en los Estados Unidos, pero fue aclamada por la crítica y bien recibida en Gran Bretaña, Italia, España y Japón.

### Serie limitada
Se han publicado tres miniseries de Jonah Hex bajo el sello Vertigo de DC. Esta serie, escrita por Joe R. Lansdale y dibujada por Tim Truman, encaja más en el género de terror occidental, ya que Hex interactúa con zombies ("Two-Gun Mojo" # 1-5, 1993), un monstruo Cthulhoid ("Riders of the Worm and Such "# 1-5, 1995) y personas espirituales ("Shadows West "# 1-3, 1999).

### Jonah Hexvol. 2
Una nueva serie mensual de Jonah Hex debutó en noviembre de 2005 (fecha de la portada de enero de 2006), escrita por Justin Gray y Jimmy Palmiotti con arte interior de artistas variados (y ocasionalmente recurrentes). En publicaciones variadas en su tablero de mensajes, Gray y Palmiotti han declarado que su intención era representar varias aventuras a lo largo de la vida y carrera de Hex. La principal diferencia artística es que la serie se publica sin las restricciones externas de Comics Code Authority, lo que permite historias más difíciles sin tener que seguir los temas de fantasía oscura del sello Vertigo. Tony DeZuniga, el artista original de Hex, volvió al lápiz dos números del libro (# 5 y # 9). John Higgins dibujó el número 28 y J. H. Williams III proporcionó el arte para Jonah Hex n.º 35, expresando su interés en hacer más: "Ciertamente quiero hacer más números yo mismo o incluso una novela gráfica si el se presentó la oportunidad y el horario".
Coincidiendo con el estreno de la película, Gray y Palmiotti escribieron una novela gráfica original, No Way Back (ISBN 1-4012-2550-0), que fue ilustrada por Tony DeZuniga.

### All-Star Westernvol. 3
En septiembre de 2011, The New 52 reinició la continuidad de DC. Con este cambio, el volumen 2 de Jonah Hex se canceló y Jonah pasó a ser la historia principal en el volumen 3 de All-Star Western (noviembre de 2011). Mientras que Jonah Hex vol. 2 consistió en historias independientes, All-Star Western presenta un arco narrativo en curso que encuentra a Jonah en Gotham City durante la década de 1880, en equipo con Amadeus Arkham.

## Biografía de ficción

### Orígenes
Nacido el 1 de noviembre de 1838 en el noroeste de Misuri, de Woodson y Virginia Hex, Jonah fue una víctima habitual de abuso físico cuando era niño a manos de su padre. En 1851, su padre lo vendió como esclavo a una tribu Apache. Lo trabajaron constantemente hasta que un día salvó a su cacique de un puma y fue recibido como un miembro de pleno derecho de la tribu. El jefe tomó a Jonah como su propio hijo, pero su hermano adoptivo, Noh-Tante, se puso celoso. Noh-Tante compartió el afecto de Jonah por una joven llamada White Fawn, por lo que traicionó a su hermano durante su rito de virilidad a la edad de 16 años y dejó a Jonah por muerto con sus enemigos, los Kiowa. Fue rescatado por una patrulla caballería, aunque le dispararon en el estómago cuando intentó detener su matanza. Dado por muerto por segunda vez, un viejo cazador lo cuidó hasta que recuperó la salud en el bosque. Al regresar al campamento de su tribu, los encontró hace mucho tiempo.

### Guerra civil americana
Cuando Jonah se convirtió en adulto, se unió al Ejército de los Estados Unidos como explorador de caballería. En 1861, el país estaba radicalmente dividido. Cuando estalló la guerra entre los estados del norte y los estados del sur, Jonah cambió sus lealtades al recién formado Ejército de los Estados Confederados y ganó una comisión como teniente en el 4º CS de Caballería. Durante este tiempo, Jonah conoció a un compañero soldado llamado Jeb Turnbull y los dos se hicieron amigos cercanos.
A medida que pasaba el tiempo, Hex se encontró cada vez más dividido entre su lealtad al sur y sus sentimientos hacia el trato a los esclavos. En septiembre de 1862, el presidente Abraham Lincoln anunció su Proclamación de Emancipación, un proyecto de ley que prohibiría la esclavitud en la mayoría de los estados esclavistas. Jonah se dio cuenta de que ya no podía apoyar un sistema que optaba por mantener a su prójimo en esclavitud, sin embargo, no tenía intención de traicionar a sus camaradas cooperando con la Unión. Por lo tanto, sintió que la mejor opción disponible para él era rendirse y esperar a que terminara la guerra. Abandonó su puesto y fue al campamento de la Unión en Fort Charlotte, infiltrándose en las habitaciones del capitán del campamento para rendirse directamente. El capitán del campamento presionó a Hex para que revelara la ubicación de su unidad confederada, pero Jonah se negó a dar la información. Sin embargo, un ordenanza examinó muestras de arcilla de las herraduras de hierro del caballo de Hex y determinó dónde estaban apostados los soldados confederados.
Los soldados de la Unión rastrearon al enemigo hasta su campamento y los tomaron por sorpresa. Cuando los soldados confederados fueron arrestados, el capitán de la Unión, resentido por el hecho de que Hex pudo penetrar la seguridad del fuerte, agradeció públicamente a Jonah por su ayuda, marcándolo como un traidor a los ojos de su antigua unidad. Hex respondió golpeándolo brutalmente y fue condenado a confinamiento solitario.
Jonah encontró un hueco debajo de su celda y lo usó para acceder al recinto donde Jeb Turnbull y los otros prisioneros estaban detenidos. Los ayudó a intentar escapar, pero los soldados del fuerte estaban preparados para ellos. Sin que Hex lo supiera, el Capitán había hecho excavar deliberadamente el "túnel de escape". El fuerte no tenía suficiente comida para sustentar a sus soldados, y mucho menos a los prisioneros, por lo que había manipulado a Hex para que organizara una fuga para poder afirmar legítimamente que los prisioneros habían recibido disparos al intentar escapar.
En un evento que la historia conocería como la "Masacre de Fort Charlotte", los soldados de la Unión mataron a sangre fría a casi todos los fugitivos, incluido Jeb Turnbull. Jonah también fue víctima de una bala de la Unión, pero logró sobrevivir el tiempo suficiente para matar al capitán del campamento. El puñado de sobrevivientes, sin darse cuenta de la traición del capitán, culpó a Jonah y difundió la noticia de su aparente traición.
Después de la masacre de Fort Charlotte, Jonah se arregló y se trasladó hacia los territorios occidentales.

### Marca del Demonio
Finalmente, regresando a su aldea en 1866, Jonah descubrió que Noh-Tante se había casado con White Fawn. Declaró la traición de Noh-Tante al cacique, pero las acusaciones fueron negadas y se decidió que deliberarían mediante juicio por combate. Noh-Tante saboteó el tomahawk de Jonah, lo que lo obligó a hacer trampa y terminar la pelea con su cuchillo. Por romper las reglas del combate y matar a su hijo, el cacique declaró que Jonah sería marcado con la marca del demonio y exiliado bajo pena de muerte. La marca del castigo demoníaco consiste en empujar un hacha de guerra abrasador contra la mejilla del marcado; así Hex recibió su rasgo distintivo. Años más tarde, cuando regresó nuevamente para rescatar a una mujer blanca secuestrada, fue capturado y White Fawn fue asesinado a tiros por el cacique por tratar de ayudarlo a escapar.

### Cazarrecompensas
Jonah Hex se inspiró para convertirse en un cazarrecompensas después de asesinar a su primer criminal, el forajido Lucas "Mad Dog" McGill. Disparó a Mad Dog mientras el hombre golpeaba a su esposa afuera de un salón; en su estupor ebrio, Hex creía que era su propio padre, Woodson Hex, abusando de su madre, Virginia Hex. El diputado local insistió en que, incluso borracho, era el sorteo más rápido que había visto en su vida y le dio una enorme recompensa por la cabeza de McGill. Hex aceptó el dinero y lo esparció por las calles mientras salía de la ciudad. Su primer cartel de recompensa fue en 1866 sobre un viejo compañero del ejército llamado Eddie Cantwell. El cazador de hombres Arbee Stoneham robó la recompensa de Hex al asesinar a Cantwell y luego lo humilló al tomar sus armas. Ocho años después se volvieron a encontrar mientras Hex derribaba a la banda de Jason Crowley. Tenía la intención de vengarse de Stoneham, pero lo encontró en silla de ruedas. En cambio, los dos hombres fueron a tomar una copa.
La ciudad de Paradise Corners lo contrató para acabar con un criminal llamado Big Jim, pero cuando pensó en establecerse allí, lo rechazaron y lo trataron como un monstruo. Su siguiente objetivo fue un ladrón llamado Terry White, que lo traicionó después de que Hex lo encontró en el desierto y lo cuidó hasta que recuperó la salud.

### Cuentos del Extraño Oeste
Jonah recibió un lobo llamado Iron Jaws cuando trató de rescatar a una pacífica tribu Pawnee de su pueblo local y no pudo salvar a la chica que lo poseía. Su antiguo mentor, Windy Taylor, llamó a Jonah para ayudarlo a encontrar a su hijo, Tod Taylor, que se había convertido en un proscrito. Tod mató a tiros a su padre y Hex vengó al hombre que le enseñó. Iron Jaws murió después de aventurarse en el desierto para rescatar a Hex de morir por la exposición donde dos forajidos lo habían atado. A continuación, Hex mató a un sheriff corrupto que estaba estafando a su ciudad, y luego a un juez corrupto en la horca. Brevemente se convirtió en el guardaespaldas de una atracción secundaria cuyo dueño asesinó después de que el hombre trató de incriminarlo por un crimen atroz. Al encontrar a un psicópata fugitivo que huía, su siguiente recompensa fue el Asesino de Caballeros. Fort Lang aparentemente fue atacado por indios, y Hex descubrió una conspiración ferroviaria para expulsarlos de su tierra. Cuando unos bandidos persiguieron a una anciana herida que le había mostrado bondad, financió un hospital infantil para asegurarse de que ella obtuviera la medicina que necesitaba antes de perseguirlos y matarlos.
Mientras buscaba a Blackjack Jorgis para vengarse, Hex fue emboscado por ex confederados enviados por Quentin Turnbull. Su mentor, Hank Brewster, murió en el tiroteo y su primer caballo, el General, fue asesinado por balas perdidas. Contratado brevemente por el Servicio Secreto de Estados Unidos, derrocó una conspiración de asesinato contra Ulysses S. Grant. Temporalmente cegado por sus heridas, mató a toda una banda sin su vista. Luchó contra oficiales corruptos del ejército cuando derrotó a un terrateniente codicioso que estaba robando a los pioneros y dejándolos morir.

### Cinco Guerreros de la Eternidad
El Señor del Tiempo reunió a un equipo, conocido como los Cinco Guerreros de la Eternidad, cuando creyó que su máquina del tiempo, el Cerebro de la Eternidad, acabaría con toda existencia. Este equipo incluía a Jonah Hex junto a Pirata Negro, As Enemigo, Señorita Libertad y el Príncipe Vikingo; para hacerlos lo suficientemente poderosos como para convertirse en una amenaza, cada uno de ellos fue energizado con una fuerza especial. Su propósito era luchar contra la Liga de la Justicia y la Sociedad de la Justicia para fortalecer su resolución a través de la derrota, lo que lograron hacer. Finalmente, los Cinco Guerreros se rebelaron contra su maestro y asaltaron el Palacio de la Eternidad. Hex se metió en un tiroteo con un T-Rex, pero fueron derrotados y finalmente regresaron a sus propios tiempos usando la Cinta Cósmica.
Más tarde se encontró con la Liga de la Justicia por separado, con varios otros héroes occidentales, incluidos Bat Lash, Cinnamon y Scalphunter. El Señor del Tiempo envió a los miembros de la Liga al siglo XIX en un plan absurdo para gobernar el mundo. Jonah conoció a Hal Jordan amnésico en el desierto y lo cuidó hasta que recuperó la salud.. Se unieron con Elongated Man, Flash y Zatanna para acabar con algunos pistoleros robóticos mientras la Liga se ocupaba de un asteroide antimateria que amenazaba con destruir la Tierra. En el presente, Superman derrotó al Señor del Tiempo y restauró las cosas a la normalidad.

### Crisis on Infinite Earths
Hex se involucró en la primera Crisis cuando fue convocado, junto con varios otros héroes, para luchar por el Monitor. Jonah Hex luchó contra los Shadow Demons junto a Bat Lash, Cyborg, Firebrand, John Stewart, Johnny Thunder, Nighthawk, Psimon y Scalphunter. Alex Luthor y Harbinger reunieron a los héroes de varias Tierras para discutir la estrategia, y Hex estuvo presente entre la multitud para presenciar las advertencias de Pariah.

### Hex
Jonah Hex desapareció en un destello de luz una noche en un salón en 1875. Fue secuestrado de su propia época por el villano Reinhold Borsten (y con un poco de ayuda involuntaria de Access), quien lo transportó a un estado posapocalíptico. Seattle, Washington en el siglo XXI. Su intención era utilizar al pistolero que viajaba en el tiempo como guerrero, pero en su lugar, Jonah escapó y conoció a una banda de motociclistas llamada Road Reapers. Inmediatamente lo acogieron después de que rescató a su guerrero Stiletta, y obtuvo un traje de zona para protegerse de la radiación al matar a su cobarde líder, Falcon, en defensa propia. Sus siguientes compañeros fueron un grupo de soldados de la Guerra de Vietnam, aunque fueron traicionados por un duplicado robótico de Stiletta y ninguno sobrevivió excepto un Cpt. Stanley Harris. Brevemente, se convirtió en el hombre de la escopeta para un traficante de drogas llamado Barnaby Blossom. Cuando descubrió que Barnaby estaba enganchando a los niños, él mató al hombre. El verdadero Stiletta lo localizó, y quedaron varados juntos en el desierto sin agua después de una emboscada en la carretera. Sobrevivieron caminando doce millas hasta un oasis y luchando contra gusanos mutantes asesinos. Habiendo atraído la atención negativa del Conglomerado del inframundo al derribar su cargamento de drogas, Hex y Stiletta fueron perseguidos por su Cadena mercenaria, pero lo derrotaron en un depósito de chatarra. El Conglomerado reclutó a Hex para ayudarlos a derrotar a Borsten, y Borsten lo capturó en una pelea para que pudiera destruir el dispositivo de viaje en el tiempo del villano después de usarlo. Juntos, Hex y Stiletta se infiltraron en el complejo y Harris fue enviado a casa, pero Jonah no llegó a la máquina del tiempo antes de que fuera destruida. Se escaparon cuando el edificio explotó y, al parecer, Borsten murió en la explosión.
Hex obtuvo armas más nuevas y mejoradas después de ganar en una peligrosa galería de disparos en vivo, pero Stiletta fue secuestrada mientras luchaba. Luego fue capturado por un científico llamado Dr. Adamant, pero escapó y destruyó su sociedad antes de que Jonah pudiera convertirse en un robot. Su siguiente desafío fue un culto anti-pecado llamado Sin Killers, a quien demolió mientras rescataba a la hija de un hombre local. Se reveló que Borsten sobrevivió a la explosión. Brevemente, Jonah conoció a la Legión de Super-Héroes mientras viajaban en su burbuja del tiempo.
El principal sindicato del crimen de la ciudad de Nueva York, The Combine, envió a Hex tras su mayor enemigo, Batman, acusándolo del asesinato de Stiletta; los dos hombres lucharon y casi se matan entre sí. Al darse cuenta de que estaban del mismo lado, Hex ayudó a Batman a evitar que Combine desatara robots asesinos gigantes en la población. Se descubrió que a Stiletta le habían lavado el cerebro y la habían entrenado como luchadora profesional, y se hacía llamar Blonde Spitfire. Brevemente, Jonah fue capturado por dos caníbales y obligado a escapar por las alcantarillas. Enfurecido, comenzó a perseguir a los miembros del Combine. Los Road Reapers fueron capturados por un grupo de guerreros llamados los Perros de la Guerra, quienes los obligaron a trabajar como esclavos para un alienígena llamado S'ven Tarah. Jonah se vio obligado a luchar contra la mortal Stiletta con el cerebro lavado, pero la devolvió a la normalidad después de noquearla.
Tarah reveló que era un viajero en el tiempo y que sus campamentos de esclavos estaban construyendo una máquina para frustrar una invasión alienígena de los Xxggs. Hex fue atacado por una cadena rebelde nuevamente en venganza por su última batalla, pero lo derrotó por segunda vez. Habiendo sido capturado en el campo de esclavos por Manta, Hex organizó una fuga para escapar y luchó contra Starkad en su salida. Stanley Harris reveló que era uno de los perros de la guerra y se alistó en el servicio de Jonah. Lucharon contra los Xxggs por el futuro de la humanidad y tuvieron éxito, pero Tarah explicó que no pudo enviar a Hex a su propio tiempo. El Día de Acción de Gracias, se reunió con Stiletta y recordó a su familia. Al encontrar su propio cadáver disecado en un parque de diversiones, se consoló al saber que algún día llegaría a casa.

### Dos Armas Mojo
Jonah comenzó a entablar relaciones con otro cazarrecompensas llamado Slow Go Smith, que se convirtió en su amigo. Smith fue asesinado por zombis armados en un granero, y Hex fue incriminado por su asesinato. Siguiendo su rastro, Hex descubrió que era obra de un comerciante de aceite de serpiente llamado Doc "Cross" Williams. Se reveló que Williams estudió vudú en Haití y reanimó el cadáver de Wild Bill Hickok como su guardaespaldas personal. También intentaron zombificar a Hex, pero él escapó y los localizó nuevamente. Jonah derribó a Hickok nuevamente al vencerlo en el sorteo, luego vengó a su amigo dejando que el Doc muriera lenta y brutalmente a manos de los asaltantes Apache.

### Jinetes del gusano y demás
Tras el asesinato de la banda de Stove Belly Jack, Hex se encontró con un gusano gigante en el desierto. Se asoció con un rancho local que había sido atacado por las criaturas. Se explica que los monstruos eran niños mestizos violados de una raza clandestina y una mujer humana, que se llamaban a sí mismos los Hermanos del Otoño. Hex reunió a los ganaderos para que tomaran la ofensiva. Lanzaron un asalto al sistema de túneles donde vivían el resto de los gusanos, matándolos a medida que avanzaban y haciendo volar a su reina con dinamita.

### Sombras del Oeste
Jonah se convirtió en miembro del Wild West Show itinerante de Buffalo Will después de que un enano tirador de trucos llamado Long Tom le salvó la vida. Se volvió a conectar con un viejo amigo llamado Spotted Balls y conoció a una prostituta india local que dio a luz a un Bear Boy. Ella afirmó haber dado a luz después de aparearse con un espíritu de oso. Hex decidió dejar el campamento con Spotted Balls y la india porque no le gustaba la forma en que se llevaban las cosas. Esto enfureció a Buffalo Will, quien envió un grupo armado liderado por Long Tom para asesinarlos. Jonah mató a la mayoría de sus perseguidores usando trampas, pero Spotted Balls murió en el tiroteo final. Pudo devolver a la india y su cachorro a su padre y Jonah finalmente conoció al mítico pueblo espiritual. Al regresar al campamento con el cadáver de Long Tom, le juró a Buffalo Will que si alguna vez lo volvía a ver, lo mataría.

### Rostro lleno de violencia
Cuando una familia rica lo contrató para localizar a su hijo secuestrado, descubrió que el niño se había convertido en parte de una red clandestina de peleas de perros y se vio obligado a sacrificarlo cuando contrajo la rabia. En un conflicto que involucró un crucifijo de oro robado, quemó todo un pueblo minero hasta los cimientos. Bat Lash lo ayudó a vengarse de un sheriff corrupto que lo incriminó. El alcalde de un pequeño pueblo intentó ejecutarlo para encubrir la violación incestuosa de su hija muda, pero la gente del pueblo linchó al político. En Navidad se involucró en un tiroteo, matando a una docena de hombres para proteger una de sus recompensas de sus intentos de venganza. En el pequeño pueblo de Salvation, conoció a una pandilla local que se hizo pasar por monjas e intentó asesinarlo antes de que pudiera revelar su secreto.

### Muerte
Jonah Hex continuó actuando como cazarrecompensas hasta la edad de 66 años en 1904, cuando se casó con una mujer nativa americana llamada Tall Bird. La historia de su vida fue documentada por Michael Wheeler. El animador LB Farnham se acercó a él para formar parte de un programa de Wild West Revue en su vejez, pero Hex se negó airadamente a dejar que lo convirtieran en un espectáculo secundario. La última recompensa de Hex fue una banda dirigida por el ladrón de bancos George Barrow; logró acabar con ellos, pero Barrow regresó para vengarse varios días después. Jugando a las cartas en un salón de Cheyenne, Hex fue asesinado con la escopeta de dos cañones de Barrow mientras buscaba a tientas para ponerse las gafas. Su muerte fue inmediatamente vengada por el representante de la ley Hank Crawford, quien mató a tiros al desarmado Barrow a sangre fría. En sus últimos momentos, Hex alucinó y reflexionó sobre la vida que había vivido.
Tall Bird y Wheeler intentaron darle a Jonah un entierro apropiado para los nativos americanos, pero Farnham y un cómplice los robaron a punta de pistola. Farnham hizo disparar a Wheeler y la viuda quedó inconsciente para morir en el incendio de una casa mientras él robaba el cadáver de Hex para su Wild West Revue. Jonah Hex fue taxidermizado para ser exhibido permanentemente con un traje llamativo, aunque los dos hombres malvados encontraron su fin a través de la descarga "accidental" (a quemarropa) de las pistolas de gatillo de Jonah y una banda que robaba el cuerpo para su propia ganancia. El cuerpo de Hex fue luego transportado de un lugar a otro. Su lugar de descanso final fue como un muñeco en un parque temático de Westworld. Eventualmente fue descubierto por historiadores, pero se reveló que Tall Bird había sobrevivido al fuego y reclamó su cuerpo. Hizo una entrevista con un joven académico para completar los detalles que faltaban en la vida de su esposo, pero fueron agredidos por un coleccionista de recuerdos occidentales que exigió tener el cadáver a toda costa. El malvado coleccionista recibió un disparo en la espalda antes de que pudiera asesinarlos, y se da a entender que el espíritu vengativo de Jonah Hex regresó para proteger a su esposa del más allá de la tumba.

### Post mortem
Muchos años después, una supermodelo y actriz llamada Hex pareció estar poseída cuando miembros de la Agenda le cortaron el ojo derecho. Ella ayudó a Superboy y mostró poderes psiónicos cuando disparó repetidamente un arma de energía descargada, pero este cambio de conciencia parece haber sido temporal. Finalmente, decidió convertirse en una cazarrecompensas como su predecesora, montando a Grokk la Gárgola Viviente como su fiel corcel.
Jonah Hex fue reanimado durante Blackest Night como miembro zombi del Black Lantern Corps, empuñando un anillo de poder. Regresó para plagar al descendiente de Quentin Turnbull, Joshua Turnbull. Joshua atacó a Hex con un lanzacohetes pero no pudo destruirlo. El joven suplicó por su vida a las versiones zombis de Jonah Hex y Quentin Turnbull, pero su antepasado lo mató a tiros a sangre fría. Todos los zombis volvieron a la normalidad cuando Hal Jordan derrotó a Nekron.

### The New 52
Durante la década de 1880 en The New 52, Amadeus Arkham es reclutado por el detective Lofton del Departamento de Policía de Gotham City para ayudar a resolver el caso del Gotham Butcher. El jefe de policía, John Cromwell, no tomó con agrado las teorías de Arkham ni el eventual reclutamiento del cazarrecompensas Jonah Hex, que recientemente había causado revuelo al llegar a la ciudad. Aun así, reconociendo la inteligencia callejera de Hex, Arkham sugiere que los dos unan fuerzas para llevar a cabo una investigación separada del caso. Juntos, descubrieron la Secta de la Religión del Crimen de Gotham City y su relación con el caso Butcher. La solución del caso Butcher (que se reveló como una conspiración de varios ciudadanos prominentes de Gotham que pertenecen a la Religión del Crimen) fue simplemente el primero de muchos casos peligrosos. Durante su tiempo en Gotham, Hex entra en conflicto con la Corte de los Búhos, Vándalo Salvaje y Dr. Jekyll y Mr. Hyde. También reaviva su historia de amor con Tallulah Black, una compañera cazarrecompensas.
Después de dejar Gotham para regresar a los territorios occidentales, Hex se encuentra con un Booster Gold semi-amnésico y accidentalmente es arrojado al siglo XXI, donde inicialmente lo ponen en Arkham Asylum, se cree que es un impostor delirante que ha adoptado la identidad del histórico Jonah. Maleficio. Después de tomar al Dr. Jeremiah Arkham como rehén para escapar del asilo, convence a Jeremiah de que él es el mismo Jonah Hex que conoció a su bisabuelo, y después de ayudar a derribar a un pistolero enloquecido que ataca a una multitud de personas, consigue la asistencia legal de Bruce Wayne para que lo liberen de la custodia. También conoce y entabla una relación con una joven llamada Gina.
Después de varias aventuras donde Hex se encuentra, entre otros, con John Constantine, Swamp Thing y Superman. Durante su misión de encontrar un camino de regreso al pasado, Hex se horroriza cuando él y Gina encuentran su propio cadáver conservado en una exposición del Salvaje Oeste en el Museo Metropolis. Desesperado y deprimido, Hex está involucrado en un grave accidente de DUI que lo deja en coma durante más de un mes. Al despertar, descubre que los médicos utilizaron tecnología médica del siglo XXI para reparar su rostro y ojo arruinados junto con las lesiones del accidente. Al recibir el alta del hospital, Hex y Gina se encuentran con Booster Gold, quien ha llegado para enviar a Hex de regreso a su propio tiempo. Aunque Hex intenta disuadirla, Gina insiste en ir con él, pero muere poco después de su llegada en el siglo XIX mientras cruzan el desierto sin agua. Solo una vez más, Hex la entierra y sigue adelante.
Poco después, Hex vuelve a encontrarse con Tallulah Black y descubre que ha estado desaparecido durante aproximadamente un año, tiempo durante el cual otro hombre con lesiones similares a las suyas ha asumido la identidad de Hex y ha estado utilizando su notoriedad para cometer delitos y formar su propia identidad y propia pandilla. Al darse cuenta de que era este hombre cuyo cuerpo conservado vio en el futuro, Hex adopta la identidad de "George Barrow", el hombre que ha sido registrado como el asesino de Hex, y mata al impostor, cuyo cuerpo luego es robado por un par de showmen de carnaval. Hex y Tellulah cabalgan juntos hacia el atardecer.

### DC Rebirth
Una versión robótica / alienígena de Jonah Hex aparece en un planeta llamado Leone-5, inspirado en el Salvaje Oeste. Se le presenta en la miniserie, Adventures of the Super Sons, número 9.
Jonah Hex hizo una breve aparición en la serie Batman Universe.
También es mencionado algunas veces por su bisnieta, Jinny Hex, quien aparece en Batman Universe y Young Justice.

## Poderes y habilidades
En la mayoría de sus historias, Jonah Hex no muestra poderes sobrenaturales o sobrehumanos; sin embargo, posee algunas habilidades excepcionales, adquiridas mediante una combinación de talento y entrenamiento.
A pesar de ser ciego de su ojo derecho, Hex es un tirador sobresaliente que rara vez falla en su objetivo. Es extremadamente rápido en el sorteo y se puede ver en muchas historias matando a varios enemigos antes de que cualquiera de ellos pueda disparar. Puede empuñar dos armas, una en cada mano, con igual competencia. También es un combatiente ingenioso, que a menudo confía en el sigilo, los trucos y las armas y trampas improvisadas para derrotar a enemigos similares al personaje de DC Comics Deathstroke (que también es ciego del ojo derecho). A Hex le enseñó a disparar el legendario pistolero Windy Taylor. Sus reflejos son lo suficientemente fuertes como para demostrar ser más rápido en el sorteo que Wild Bill Hickok y Batman. Hex se convirtió en un experto en la conducción de varios vehículos de motor durante su época en el siglo XXI.
En el Universo DC, se le conoce por tener una habilidad y puntería casi sobrehumanas con armas del siglo XIX, en su mayoría revólveres. Después de que Jonah Hex es transportado al futuro en Hex, adquiere un par de Ruger Blackhawk .357 Magnums. Él elige estos porque son revólveres de acción simple como los que usó en el Salvaje Oeste, pero aún se las arregla para superar a todos los que están armados con armas más modernas.
Hex es un rastreador excepcional, capaz de seguir senderos de varios días a través de la lluvia y el barro a pesar de los mejores esfuerzos de su presa para cubrir sus huellas. Hex a menudo muestra un agudo sentido del peligro que le advierte de emboscadas y trampas. Esta no es una habilidad sobrenatural: es simplemente un instinto perfeccionado a través de años de experiencia en la batalla y la caza de enemigos peligrosos. Hex también es extremadamente duro y se sabe que continúa luchando incluso después de sufrir tortura o heridas graves.
Jonah Hex tiene una reputación en todo Occidente como un asesino despiadado y prolífico, pero al igual que Batman, está obligado por un código de honor personal para proteger y vengar a los inocentes. En muchas ocasiones, su reputación por sí sola ha demostrado ser suficiente para disuadir a posibles enemigos. Saber que el infame Jonah Hex los persigue a menudo desconcierta tanto a los objetivos de Hex que cometen errores fatales, como gastar munición, caer en trampas o girar y enfrentarse a Hex en un enfrentamiento desesperado.
En Superman/Batman n.º 16 cuando la Legión de Supervillanos cambió la línea de tiempo del Universo DC, Batman y Superman terminaron siendo catapultados a múltiples líneas de tiempo alternativas para restaurar todo en orden. En una línea de tiempo, terminan en una Gotham City moderna en la que los superhéroes de temática occidental actúan como agentes de la ley. Durante el tiroteo mientras Superman atendía las heridas de Batman, Jonah Hex le tendió una emboscada y logra matarlo usando balas de Kryptonita. Aunque Superman no fue realmente asesinado, estaba muy implícito porque en ese arco de la historia, la única forma de que Superman y Batman sean transportados a otra línea de tiempo es que mueran.
Jonah Hex, en muchas líneas de tiempo, se encontró y luchó contra Batman. En Superman / Batman n.º 16, Hex dominó a Batman en un combate cuerpo a cuerpo (aunque Batman había sido gravemente herido). En Batman: El regreso de Bruce Wayne, Hex y Batman se enfrentan en un enfrentamiento. A pesar de ser hábil para lanzar batarangs y desarmar a hombres armados, Batman aún estaba superado por Hex, y Hex le dispara en el estómago. Sin embargo, Batman en ese momento sufría de amnesia y carecía de la mayoría de sus habilidades.
En la película de acción real, debido a que fue rescatado del borde de la muerte después de haber sido colgado en una cruz y torturado por Quentin Turnbull, pudo resucitar a los muertos por unos momentos y obligarlos a hablar con sinceridad, un poder que nunca poseyó en los cómics.

## Reparto
Al ser un "no superhéroe", Jonah no tenía una "galería de villanos" comparable a la de los héroes de cómics disfrazados, aunque tenía algunos adversarios que regresaban de vez en cuando. El primero y más notable de ellos hasta la fecha fue Quentin Turnbull, conocido al principio simplemente como el hombre del bastón con punta de águila.
Turnbull era el padre del mejor amigo de Hex en el ejército confederado, Jeb Turnbull. Durante la guerra civil estadounidense, Jonah se rindió a las fuerzas de la Unión después de la aprobación de la Proclamación de Emancipación, pero se negó a traicionar dónde estaban acampados sus compañeros soldados. Un soldado de la Unión pudo determinar la ubicación de ese campamento al examinar la suciedad en los cascos del caballo de Jonah. Los soldados de la Unión capturaron a todos los compañeros soldados de Jonah y luego masacraron a la mayoría de ellos; Los antiguos aliados de Jonah creyeron erróneamente que era un traidor. El hijo de Turnbull fue uno de los asesinados, y Turnbull juró vengarse de Jonah.
En un momento, Turnbull contrató a un actor de teatro anónimo para hacerse pasar por Hex y ayudar a "destruirlo" a él ya su reputación. Este actor, nombrándose a sí mismo "el Camaleón", finalmente quedó horriblemente marcado en un incendio iniciado por Hex, y juró venganza.
El Papagayo era un bandido mexicano que manejaba armas. Hex fue contratado por el Servicio Secreto de los Estados Unidos (en realidad, un hombre contratado por Turnbull para hacerse pasar por agente del Servicio Secreto) para infiltrarse en la banda de El Papagayo y llevarlo ante la justicia. Hex no tuvo éxito y él y Papagayo se conocieron varias veces más a lo largo de los años.
Tallulah Black es un personaje presentado en 2007. Cuando era joven, los hombres que asesinaron a su familia la violaron y mutilaron salvajemente. Fue salvada por Hex, quien la ayudó a vengarse. Ella se convertiría en una cazarrecompensas y, finalmente, en la amante de Hex. Tallulah finalmente quedó embarazada de Hex. Sin embargo, el niño, una niña, fue asesinado antes de nacer. (Jonah Hex vol. 2, # 50).
Joshua Dazzleby es el medio hermano de Jonah y se presenta en la novela gráfica Jonah Hex: No Way Back. (2010)

## Otras versiones

### Amalgam Comics
Jonah Hex se fusiona con Chamber de Marvel Comics, para conformar a Jono Hex, líder de la Generación HeX.

## En otros medios

### Televisión

#### Acción en vivo
- Un breve vistazo de Jonah Hex interpretado por Johnathon Schaech se ve en el episodio de The Flash, "Welcome to Earth-2". Él se encuentra entre las muchas imágenes a lo largo del tiempo, el espacio y el multiverso que pueden ver Barry, Harry y Cisco mientras atraviesan la barrera dimensional hacia la Tierra-2.[93]
- Schaech's Hex es un personaje recurrente en la serie de acción en vivo de CW, DC's Legends of Tomorrow. Debutó en el episodio de la primera temporada "The Magnificent Eight",[94][95] y regresó en el episodio de la temporada 2 "Outlaw Country"[96] y en el episodio de la temporada 3 "The Good, the Bad, and the Cuddly". Esta versión es un viejo amigo de Rip Hunter, quien le dio al Viajero del Tiempo una de sus chaquetas.
- La versión Tierra-18 de Hex (también interpretada por Schaech), hace un cameo en "Crisis on Infinite Earths". Si bien inicialmente no tenía una cicatriz, se lo vio protegiendo un Lazarus Pit en una mina de Dakota del Norte antes de pelear con Sara Lance, quien le deja cicatrices en la cara antes de permitirles usar el Lazarus Pit para su propio uso.

#### Animación
- Jonah Hex apareció en el Universo animado de DC.
  - En el episodio "Showdown" de Batman: La Serie Animada, con la voz de William McKinney, Ra's al Ghul le cuenta a Batman la historia de Jonah Hex buscando a Arkady Duvall (con la voz de Malcolm McDowell), el hijo de Ra's al Ghul a finales del siglo XIX.
  - Jonah Hex hace una aparición en el episodio de Liga de la Justicia Ilimitada, "The Once and Future Thing Part 1: Weird Western Tales" con la voz de Adam Baldwin. Jonah hace referencia a sus aventuras Hex y era adivinando que Batman, Wonder Woman y John Stewart son viajeros en el tiempo; cuando Batman pregunta por qué Hex piensa eso, Jonah responde "Experiencia. He tenido una vida interesante". La aparición de Hex en "Showdown" tuvo lugar en 1883, mientras que en "The Once and Future Thing Part 1: Weird Western Tales", el año era 1879. El Jonah Hex de "Showdown" parecía considerablemente más viejo que su aparición posterior a pesar de solo cuatro años. diferencia, aunque esto puede haber sido el resultado de la corrupción de la corriente temporal.
- Jonah Hex aparece en el teaser de Batman: The Brave and the Bold, episodio "Return of the Fearsome Fangs",[97] con la voz de Phil Morris. Fue capturado por una versión occidental de Royal Flush Gang, que planea separarlo. Batman lo libera y sacan a la pandilla. Le da a Batman una moneda de oro por sus esfuerzos, diciéndole que se consiga "un sombrero de vaquero adecuado". A continuación aparece en "Duel of the Double Crossers". En este episodio, Jonah es secuestrado por Mongul para cazar a Batman para el Warworld de Mongul mientras monta un caballo robot. Jonah y Batman unen fuerzas para luchar contra Mongul, pero la máquina del tiempo de Mongul es destruida y Jonah permanece en el presente por ahora, Lashina cabalgando detrás de él. También aparece en "The Siege of Starro! Part One". Él y Cinnamon impiden que Western Royal Flush Gang robe un banco en el flashback. Finalmente, aparece en un breve cameo sin habla en una pantalla de cine en el episodio "¡La venganza del alcance!" Cabe mencionar el hecho de que aparece brevemente en la secuencia inicial de la serie, entre otros héroes reconocidos.
- Jonah Hex aparece en el episodio de Justice League Action, "All Aboard the Space Train," con la voz de Trevor Devall.[98] En la serie, Jonah fue representado congelado en un bloque de hielo en algún lugar de las Montañas Rocosas y es recuperado por la Liga de la Justicia. Después de que Kanjar Ro secuestrara el tren espacial en el que estaba, Space Cabbie liberó a Hex bajo las órdenes de Batman y el pago de Cyborg. Los dos lograron derrotar a Kanjar Ro y sus secuaces. Después de aterrizar el tren espacial en un planeta desértico, Hex decidió vivir en él y explorar el planeta en un alienígena con forma de caballo.

### Películas

#### Acción en vivo
- En 1994, una película de TV de HBO Blind Justice se asegura que se ha inspirado en parte por el cómic del personaje de Jonah Hex. La película sigue a un occidental, cerca de ciego sobreviviente de la Guerra Civil, interpretado por Armand Assante, como él viaja a través de México con un bebé que ha jurado proteger.[99]
- Una película de acción en vivo fue lanzada el 18 de junio de 2010. Es protagonizada por Josh Brolin como Jonah Hex y John Malkovich como Quentin Turnbull. Fue producida por Warner Bros., Legendary Pictures y Weed Road Pictures. La película fue un fracaso en la taquilla, recaudando solo un 24% del presupuesto utilizado en su realización. También recibió críticas muy negativas que la calificaron como una de las peores películas de DC Comics.

#### Animación
- DC Showcase: Jonah Hex, un corto animadodirigido por Joaquim Dos Santos, se incluyó en Batman: Under The Red Hood. La voz de Jonah Hex es proveída por Thomas Jane.[100]
- Jonah Hex hace una breve aparición en Teen Titans Go! to the Movies

## Otros personajes de historietaswesternrelacionados conJonah Hexcreados porDC Comics
- Bat Lash
- Scalphunter también conocido como Ke-Woh-No-Tay
- Johnny Thunder
- Nighthawk